# Сугита Гэмпаку
Суги́та Гэмпа́ку (яп. 杉田玄白, すぎたげんぱく, 20 октября 1733 — 1 июня 1817) — японский врач периода Эдо. Знаток европейской хирургии и анатомии. Представитель научного течения рангаку. Основатель частной школы западных наук Тэнсиро. Псевдонимы — Исаи (яп. 斎) и Кюко (яп. 九幸).

## Биография
Сугита Гэмпаку родился 20 октября 1733 года в Эдо в семье врача. Его отец, Сугита Гэмпо, служил в Обама-хане провинции Вакаса. Мать умерла при родах. Гэмпаку собирался продолжить дело своего отца, поэтому с малых лет начал изучать медицину. Его учителем китаеведения был Миясэ Рюмон, а учителем европейской хирургии — Ниси Гэнъи, врач сёгуната Токугава. После окончания обучения Гэмпаку поступил на службу к отцу и в 1752 году стал ханским врачом.
С 1771 года Гэмпаку начал проводить вскрытия трупов для изучения анатомии человека. В 1774 году, вместе с врачом Маэно Рётаку, он перевёл голландский труд «Ontleedkundige Tafelen», который назвал «Новый учебник анатомии» (яп. 解体新書). Это была первая научная работа по анатомии в Японии. Её издание положило начало западной академической медицины в Японии и способствовало популяризации рангаку.
В 1815 году Гэмпаку издал биографический труд «Начала рангаку» (яп. 蘭学事始). Он умер 1 июня 1817 года.